# Johanna Jamnegg
Johanna Jamnegg (* 12. November 1923 in Graz, Steiermark; † 13. März 2003 in Graz) war eine österreichische Politikerin (ÖVP).

## Leben
Johanna Jamnegg besuchte die Volksschule, danach die Hauptschule und machte eine kaufmännische Lehre, die sie 1941 mit der Kaufmannsprüfung abschloss. Von 1942 bis 1945 arbeitete sie als Direktionssekretärin der Maschinenfabrik Andritz. Ab 1946 war sie Leiterin der Hauptkasse des Österreichischen Verlages.
Im Jahr 1946 trat sie dem Österreichischen Arbeitnehmerinnen- und Arbeitnehmerbund bei, wurde dort 1958 Landesfrauenreferentin und war ab 1962 Mitglied des ÖAAB-Bundesvorstandes. 1971 wurde sie Bundesobmann-Stellvertreterin des ÖAAB.
In den vier Perioden von 1965 bis 1981 war sie Steirische Landtagsabgeordnete, von 1981 bis 1987 Stadträtin in Graz.
Sie wurde 1970 Ersatzmitglied des Österreichischen Bundesrates und 1974 in dieser Position bestätigt.

## Ehrungen
- 1999: Bürgerin von Graz[6]